# Puente Rosario-Victoria
El Puente Rosario-Victoria, oficialmente denominado Puente Nuestra Señora del Rosario forma parte de la red vial de accesos de la ciudad de Rosario, Argentina. Su traza continua con la RN 174 de 60 km que comunica las ciudades de Rosario, en la provincia de Santa Fe, y Victoria, en la provincia de Entre Ríos, de la República Argentina, cruzando por encima del Río Paraná.
La idea de hacer esta obra nació a principios del siglo XX. Este proyecto, fue iniciado por Ángel Piaggio, miembro de la Comisión Popular, y tenía en esos momentos visos de realización pero no pudo concretarse. Recién en 1997 se encaró con firmeza la realización de esta obra. Los problemas con los fondos para la obra retrasaron su finalización. La inauguración se produjo finalmente el 22 de mayo de 2003.
La longitud del puente atirantado principal es de 608 metros. El nombre oficial del puente principal es: "Nuestra Señora del Rosario". Dicho puente principal se encuentra proseguido en dirección sudoeste-noreste por otros doce puentes menores tendidos sobre el río Paraná, el conjunto recibe la denominación "Conexión Vial Rosario-Victoria".
El tramo occidental de la obra (junto a la ciudad de Rosario) y que abarca el puente principal y sus dos viaductos de acceso, corresponde a una autopista de dos carriles por sentido de circulación. El resto de la obra (desde la finalización del viaducto este hasta el acceso a la ciudad de Victoria) corresponde a una carretera de un solo carril por sentido.

## Técnica
- Longitud total: 59,4 km
- Puentes: 12,282 m
- Terraplenes: 47,149 m
- Longitud de puentes
  - Puente principal: 608 m

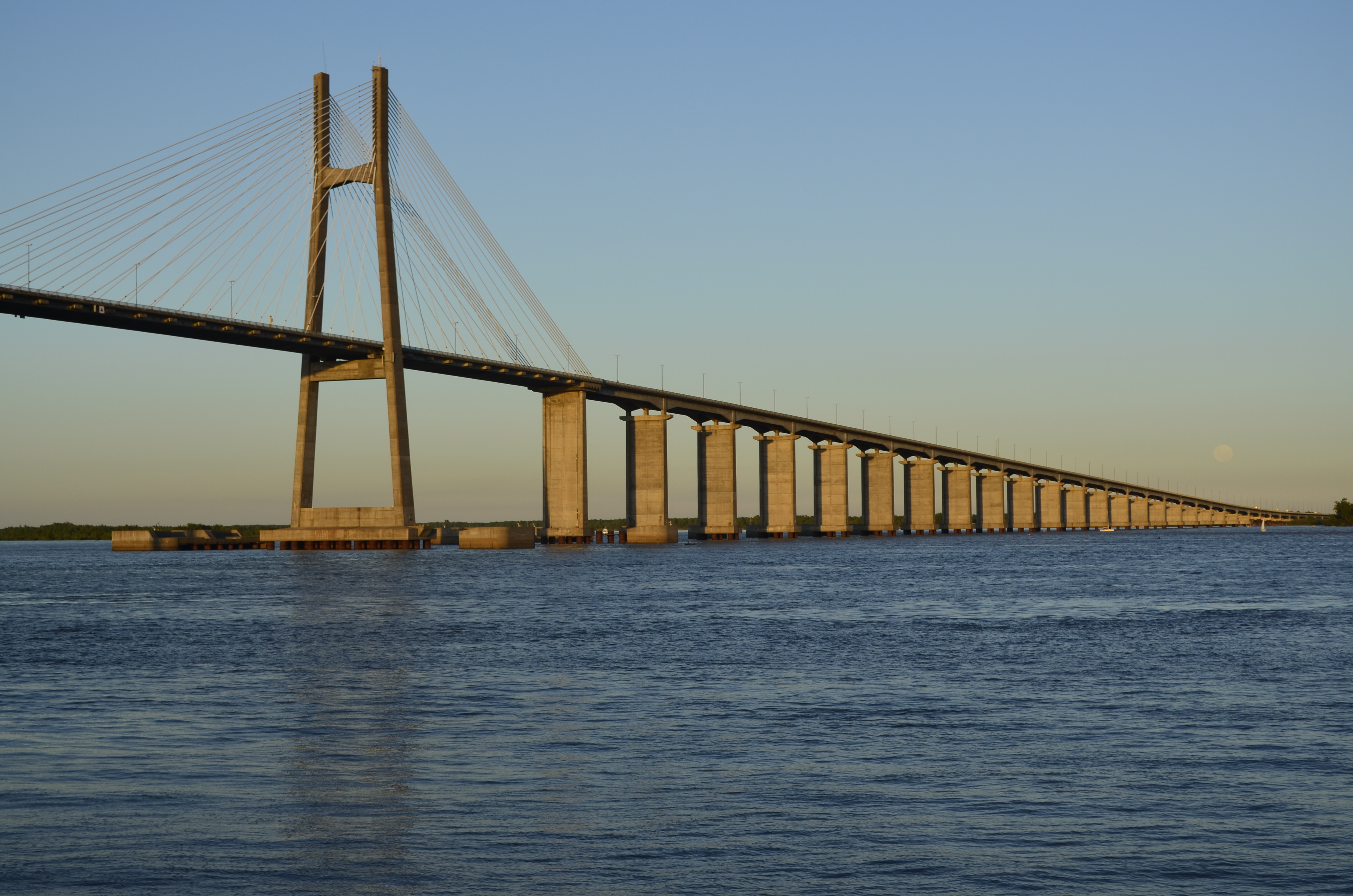
Puente y Luna

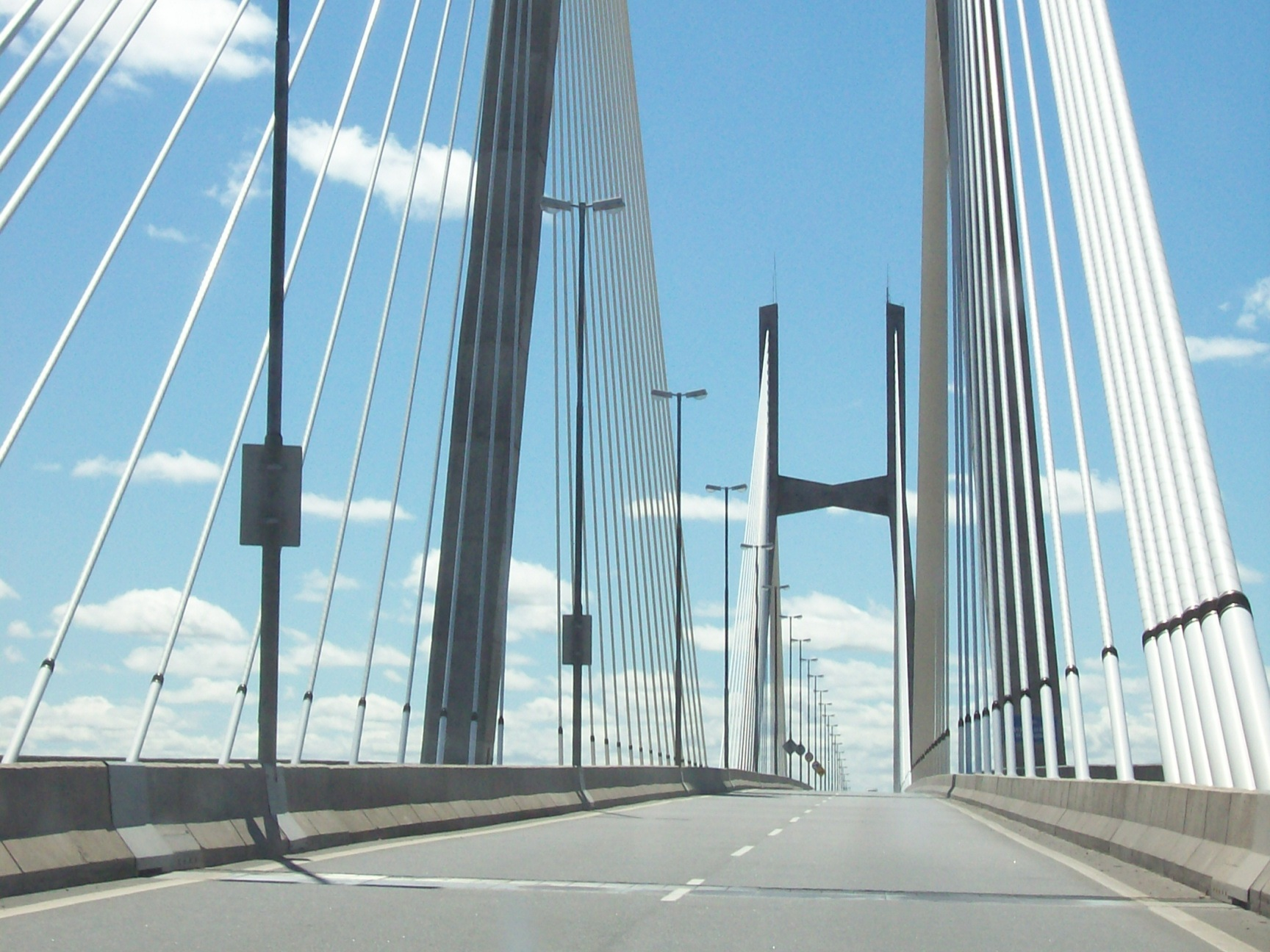
Vista de la calzada los tirantes.

  - Viaducto acceso oeste (lado Rosario): 1.122 m
  - Viaducto acceso este (lado Victoria): 2.368 m
  - Puentes en zona de islas: 8184 m, incluyendo seis cursos navegables
- Terraplenes de 47,149 km, por refulado:
  - Cota de borde de +12,50 m I.G.M. (creciente milenaria)
- Bajadas a Islas
  - Riacho Paranacito-Rosario, margen izquierda.
  - Arroyo San Lorenzo, margen derecha.
  - Arroyo Barrancoso, margen derecha.
  - Riacho Paranacito-Victoria, margen derecha.
  - Riacho Carbón Grande, margen derecha.
- Área de peaje, en la zona de islas frente a Rosario; del peaje hacia el Este (Victoria), la conexión tiene dos carriles para la circulación del tránsito.
- Cabecera Oeste-Rosario. La Conexión, luego de cruzar el río Paraná, entra a territorio santafesino en viaducto, cruza la Ruta Nacional 11 Bv. Rondeau, con sobrenivel, y enlaza con la RN A008 "Av. de Circunvalación de Rosario", entre la citada ruta y las vías del ferrocarril NCA.
- Ubicación: 32°52′09.04″S 60°40′56.32″O / -32.8691778, -60.6823111

## Viaducto oeste de acceso al puente principal

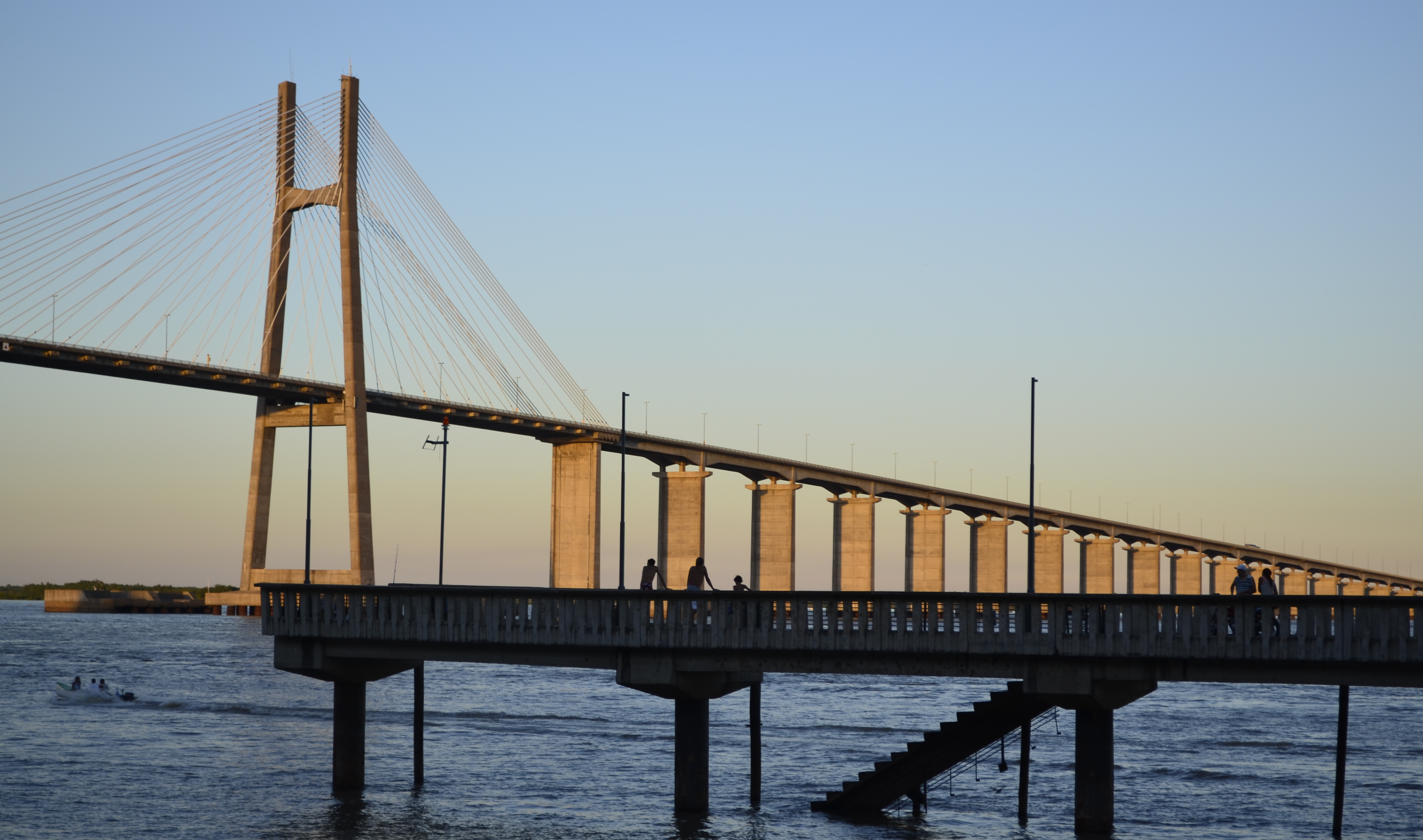
Puente Rosario Victoria

- La primera parte del alineamiento horizontal del viaducto, desde el estribo hacia el este, es curva hasta aproximadamente el eje 58, con un radio de 1,85 km.
- El alineamiento vertical se compone de dos tramos rectos de pendientes de 1,2 % y 3 % respectivamente unidos mediante una curva vertical de transición.
- Distancia entre pilas es de 35 m.
- Ancho total del tablero: 21,30 m, e incluye dos calzadas de 8,30 m de ancho limitadas por tres defensas tipo New Jersey, y dos veredas en los extremos.
- Sección de la superestructura: del tipo viga placa, compuesta por 5 vigas prefabricadas, espaciadas cada 4 m, y la losa de 18 cm, hormigonada en 2.ª etapa.

## Puente principal
- Puente Principal. El cruce del Paraná es con un puente atirantado de 350 m libres para la navegación, y 50,3 m de luz libre sobre el nivel +7,63 m I.G.M. que corresponde al 90 % del tiempo de permanencia de las aguas.
- Pilares protegidos contra choque de embarcaciones (asegurando la navegación de tren de barcazas) y buques de ultramar tipo Cape Size.
- Gálibo a similar hidrología puente Zárate-Brazo Largo: 3,37 m mayor .
- Altura pilares principales: 126 m

## Viaducto este
- Este viaducto se divide en 4 tramos, 2 de nivel bajo (+15,72 IGM) entre ejes 1 y 19, y los tramos 3 y 4 con alturas variables entre +21 y +58 IGM.
- Distancia entre pilas es de 60 m.
- Ancho total del tablero: 21,3 m, e incluye dos calzadas de 8,30 m de ancho limitada por tres defensas tipo New Jersey y con dos veredas en los extremos.

## Cabecera este – Victoria
- La conexión se interseca con la Ruta Provincial 11, a 760 m al norte del Bv. Sarmiento.

## Puentes en zona de islas

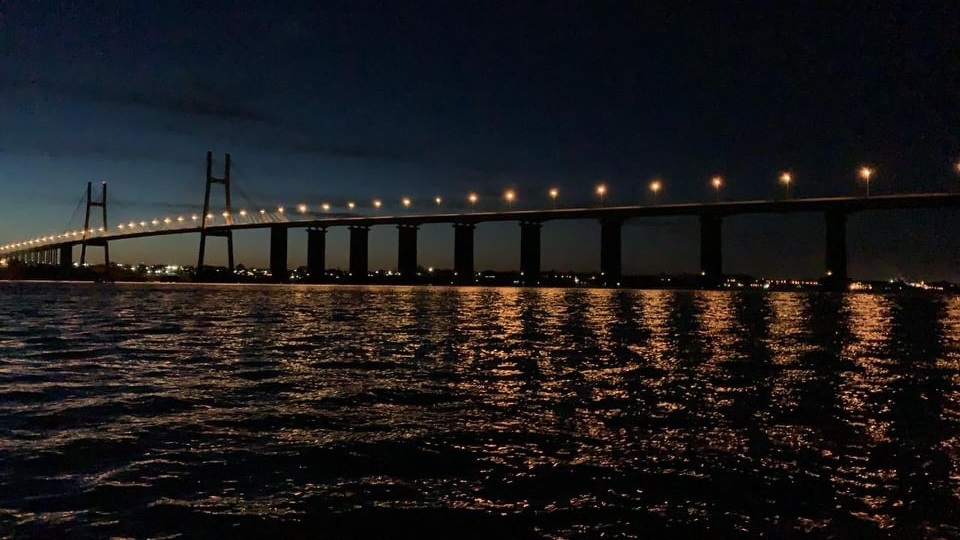
Panorama nocturno del puente desde la costa de la Isla "La Invernada".

- Calzada de 8,30 m de ancho, con defensas tipo New Jersey a cada lado, y veredas de 1,20 m de ancho. El ancho total del tablero es de 11,80 m.
- Los puentes en Zona de Islas, sobre cursos permanentes, son:
  - Arroyo El Ceibo, 512 m
  - Carbón Chico, 752 m
  - Carbón Grande 1, 632 m
  - Carbón Grande 2, 512 m
  - Paranacito Victoria. 1.112 m
  - La Camiseta 1, 872 m
  - La Camiseta 2, 632 m
  - Barrancoso, 752 m
  - Banderas, 512 m
  - San Lorenzo, 752 m
  - Zanja La Zorra, 632 m
  - Paranacito Rosario, 512 m
- Puentes estándares, luz de tableros: 60 m, hormigón pretensado moldeado in situ, con cimbras móviles.
- Infraestructura en pilotes excavados de 1,80 a 2 m, in situ.

## Impactos sociales

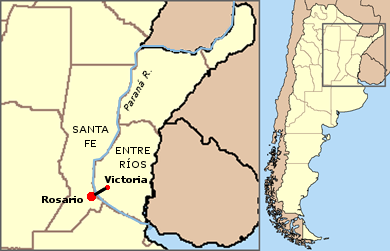
Localización del puente en Argentina.

A pesar del cambio ambiental producido por la instalación del puente, así como el cambio en el medio natural, riesgo potencial de desaparición de especies y especulación sobre el valor de la tierra, el proyecto mejora:
- El sistema de transporte, nacional, local, regional.
- Comunicación entre rosarinos, santafesinos, y victorienses, entrerrianos.
- Contratación de trabajadores expertos y no calificados durante el período de construcción.
- Ganancias locales por compra de bienes locales, accesorios y equipo e ingresos impositivos aumentados para el fisco provincial y municipal.
- Desarrollo económico y modificación social para la existente población regional y local de Rosario y Victoria.
- Utilización de tierras en el plano económico.

El complejo del puente está físicamente integrado a cinco áreas: Rosario, Granadero Baigorria, Islas, Victoria, y precaristas (ocupantes permanentes localizados).
El puente no tiene espacio para futura conexión ferroviaria.

## "Isla de Invernada", Isla Libertad, "Isla Deseada"
- Hay cuatro estructuras sociales en las islas de Invernada, Libertad, y Deseada. Cada estructura tiene unas 10 personas (precaristas).
- Remanso Valerio es la comunidad local de residentes que viven cerca de la base del puente. Esta población de pescadores, se vio fuertemente afectada por la construcción del puente en tanto modificó el ecosistema perjudicando la pesca, base de su economía. El compositor argentino Jorge Fandermole homenajeó al poblado a través de su famosa pieza "Oración del Remanso". Cabe destacar que la villa de pescadores del remanso Valerio ha existido en ese lugar al menos 100 años antes de la construcción del puente.

## Peaje

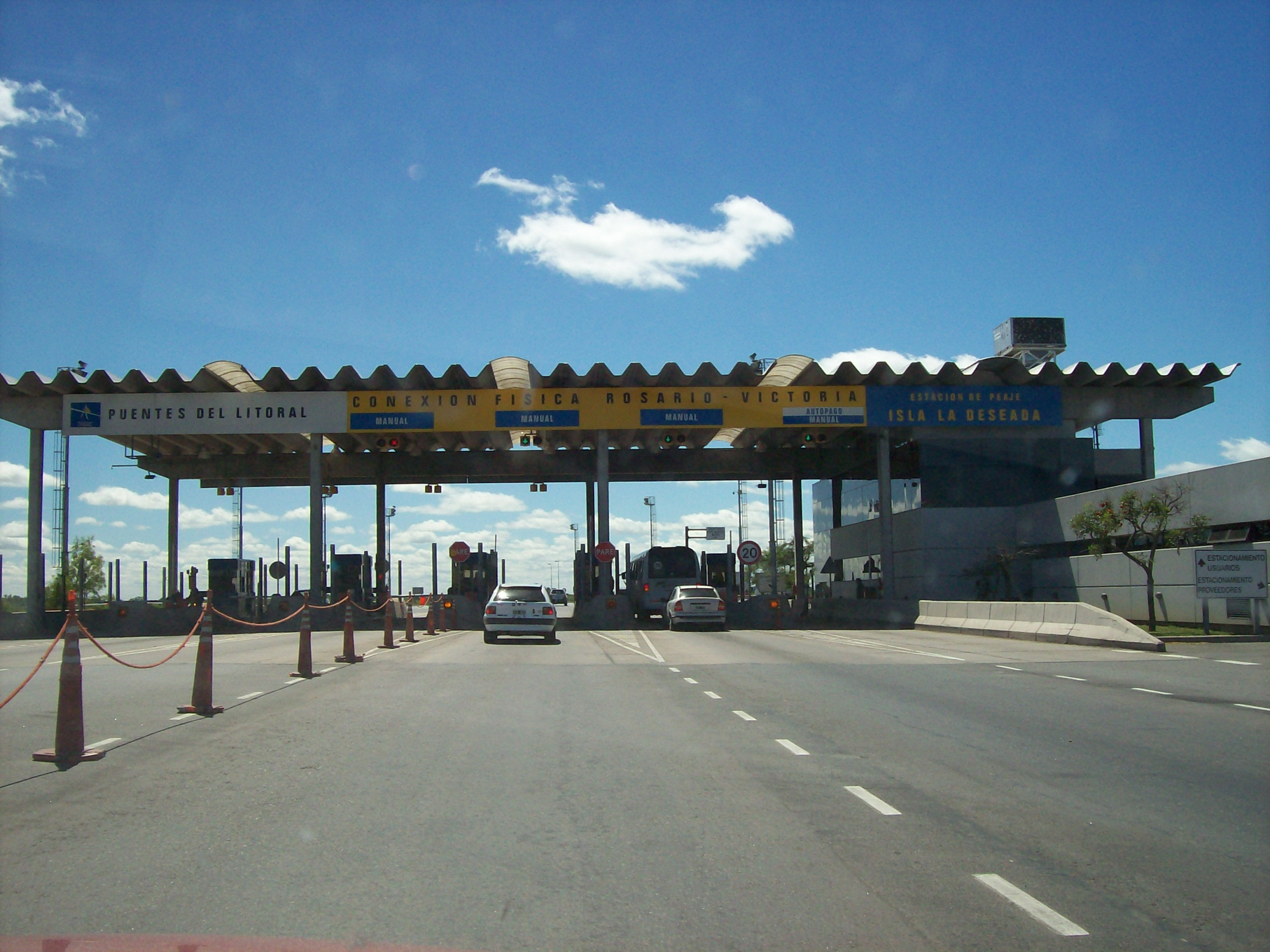
Cabinas de peaje bajando del puente (en dirección hacia Victoria, Entre Ríos).

- Al pasar con autos el abono es de: $ 110,00
- Con motocicletas: $ 70
- Con camiones: hasta $ 200